# Restaurangvagn

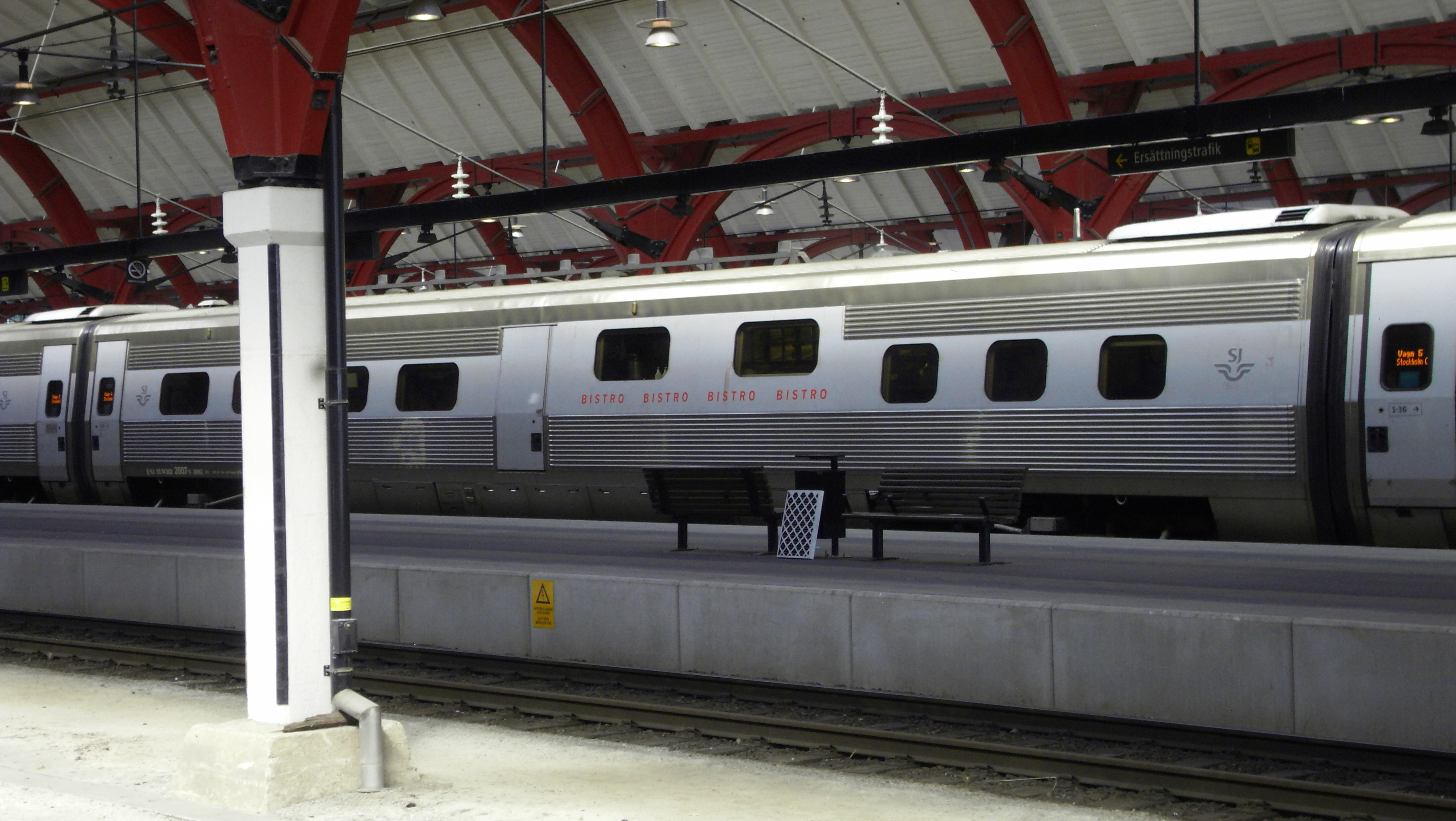
Restaurangvagn i ett X2-tåg på Malmö centralstation.

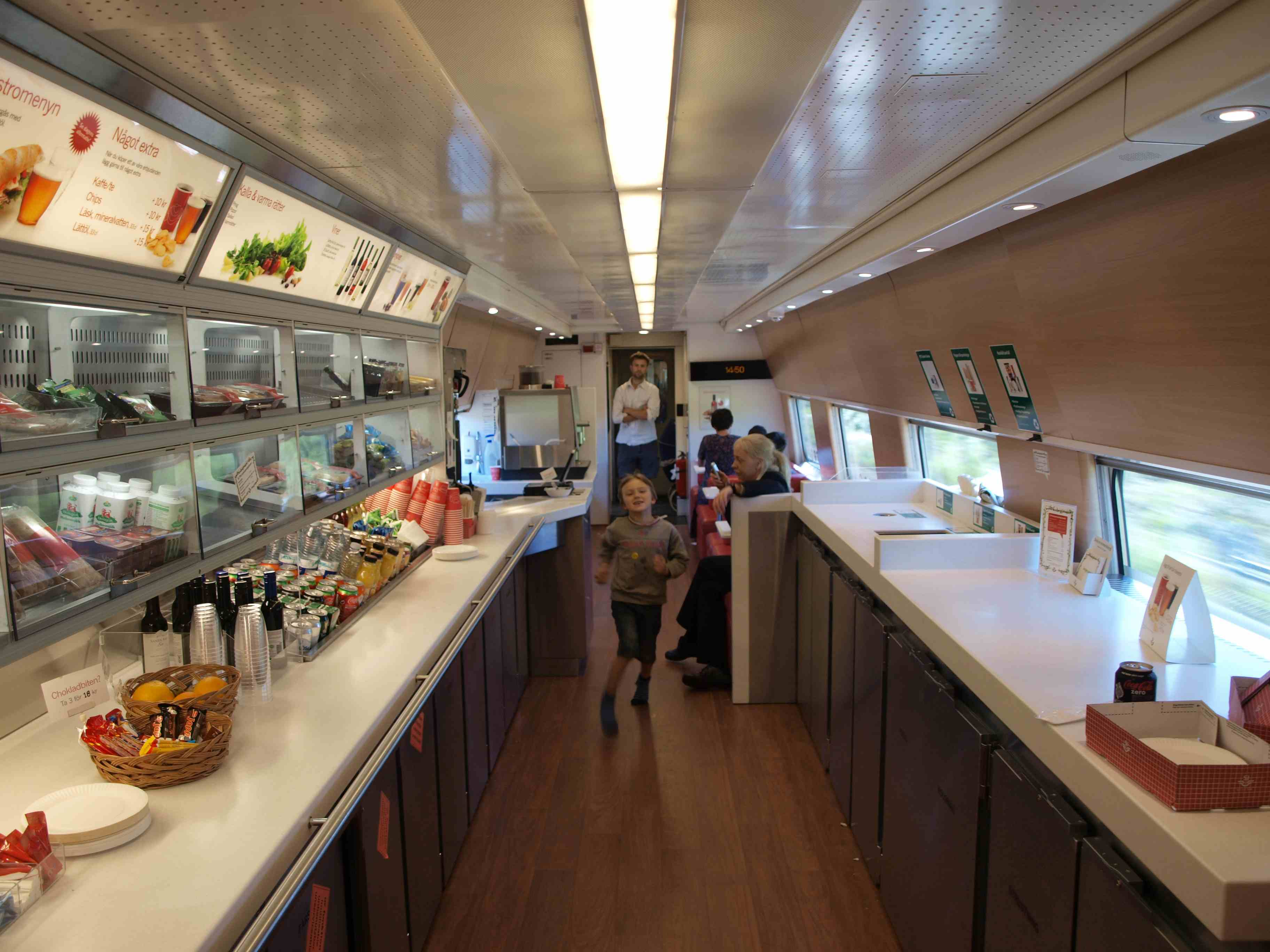
Interiör av en X2-restaurangvagn.

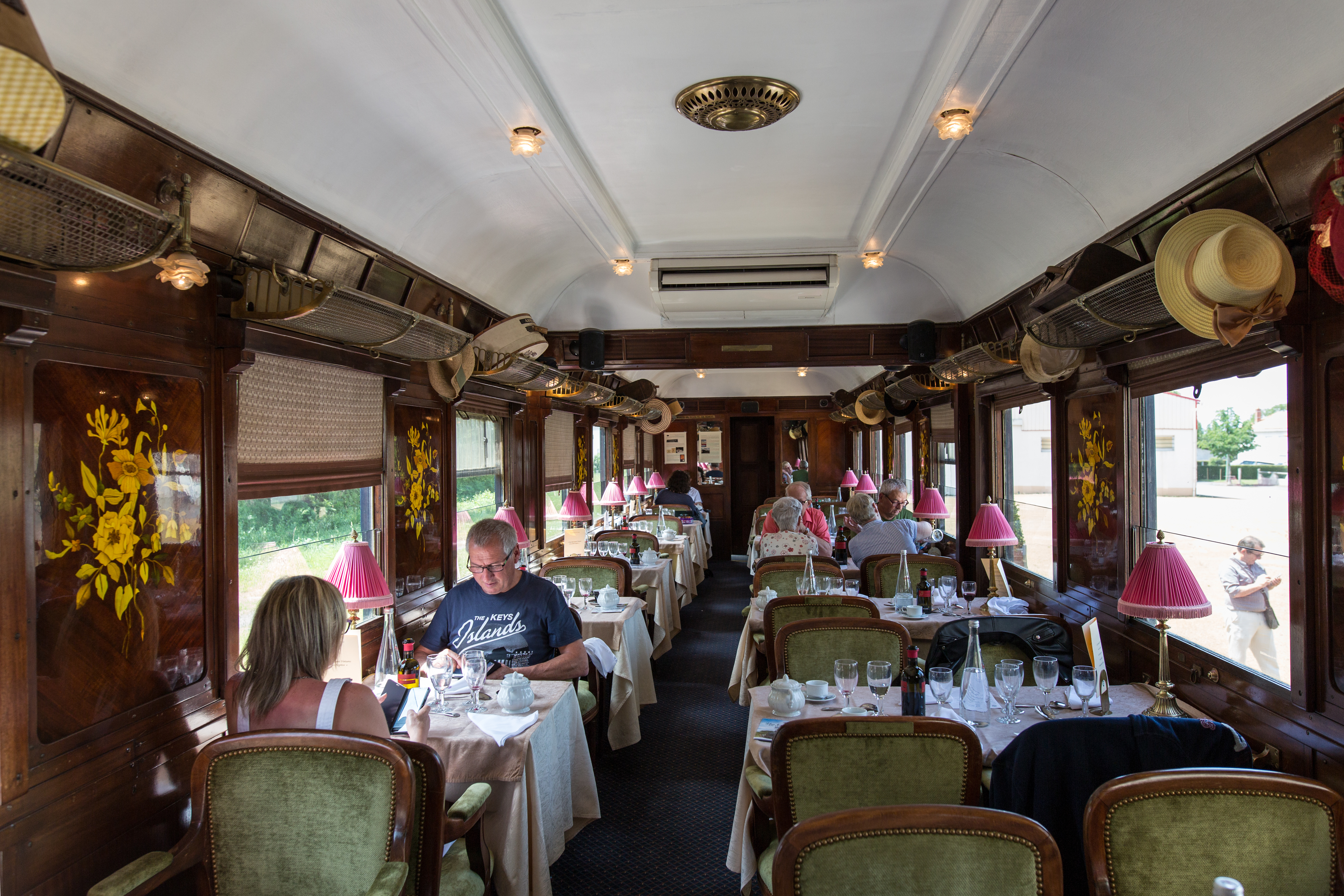
Interiör av en restaurangvagn från 1920-talet.

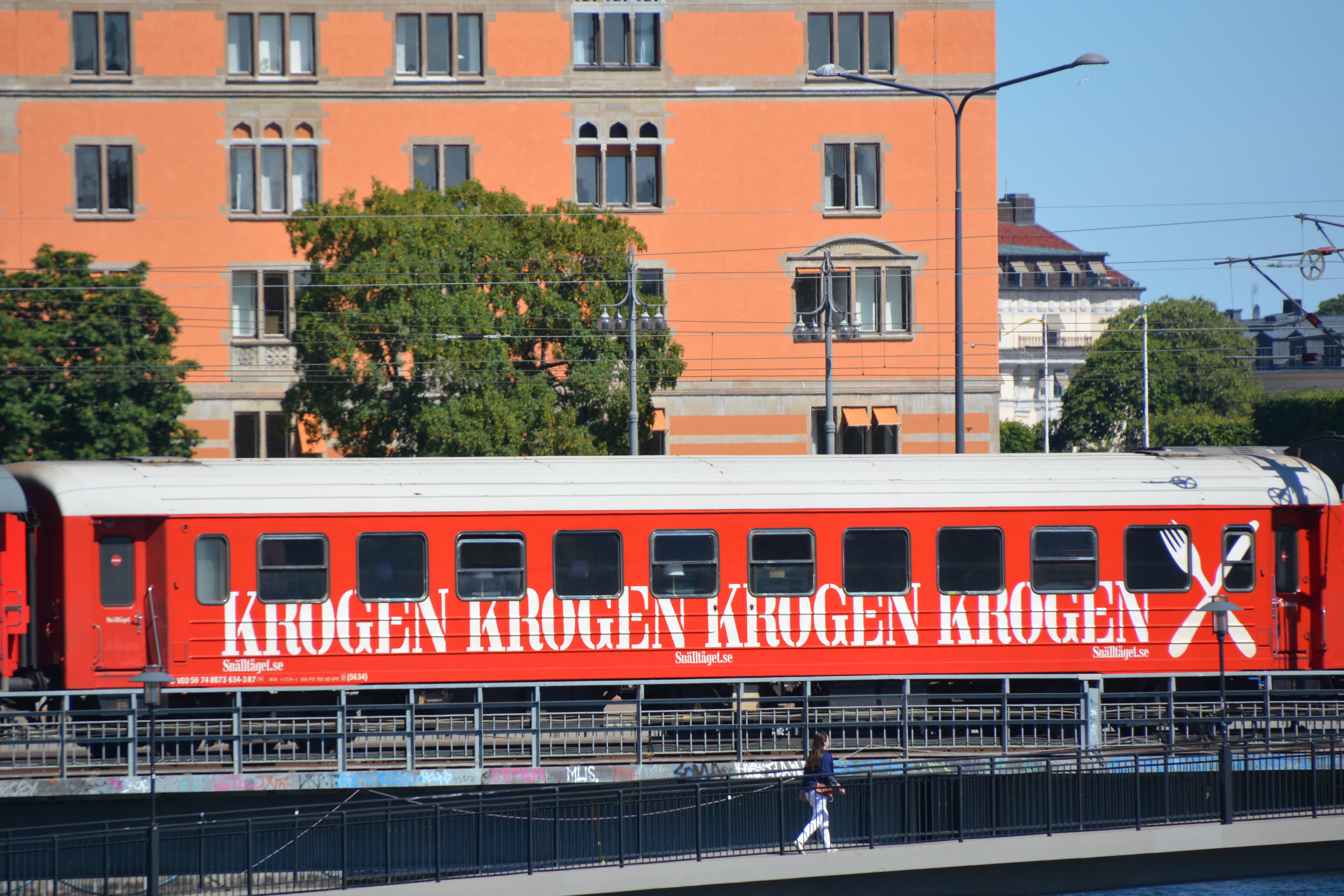
Restaurangvagn tillhörande Snälltåget utanför Rosenbad i Stockholm.

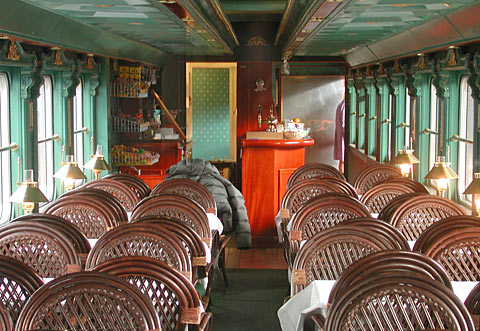
Inredning i en restaurangvagn för Intercity (Svenska Orientexpressen).

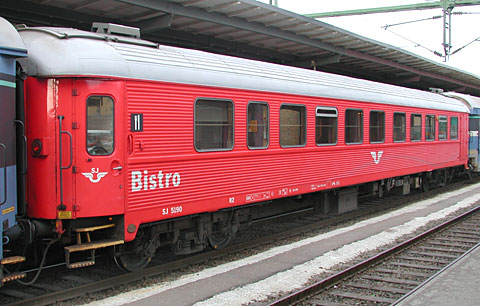
Restaurangvagn i ett Intercity-tåg.

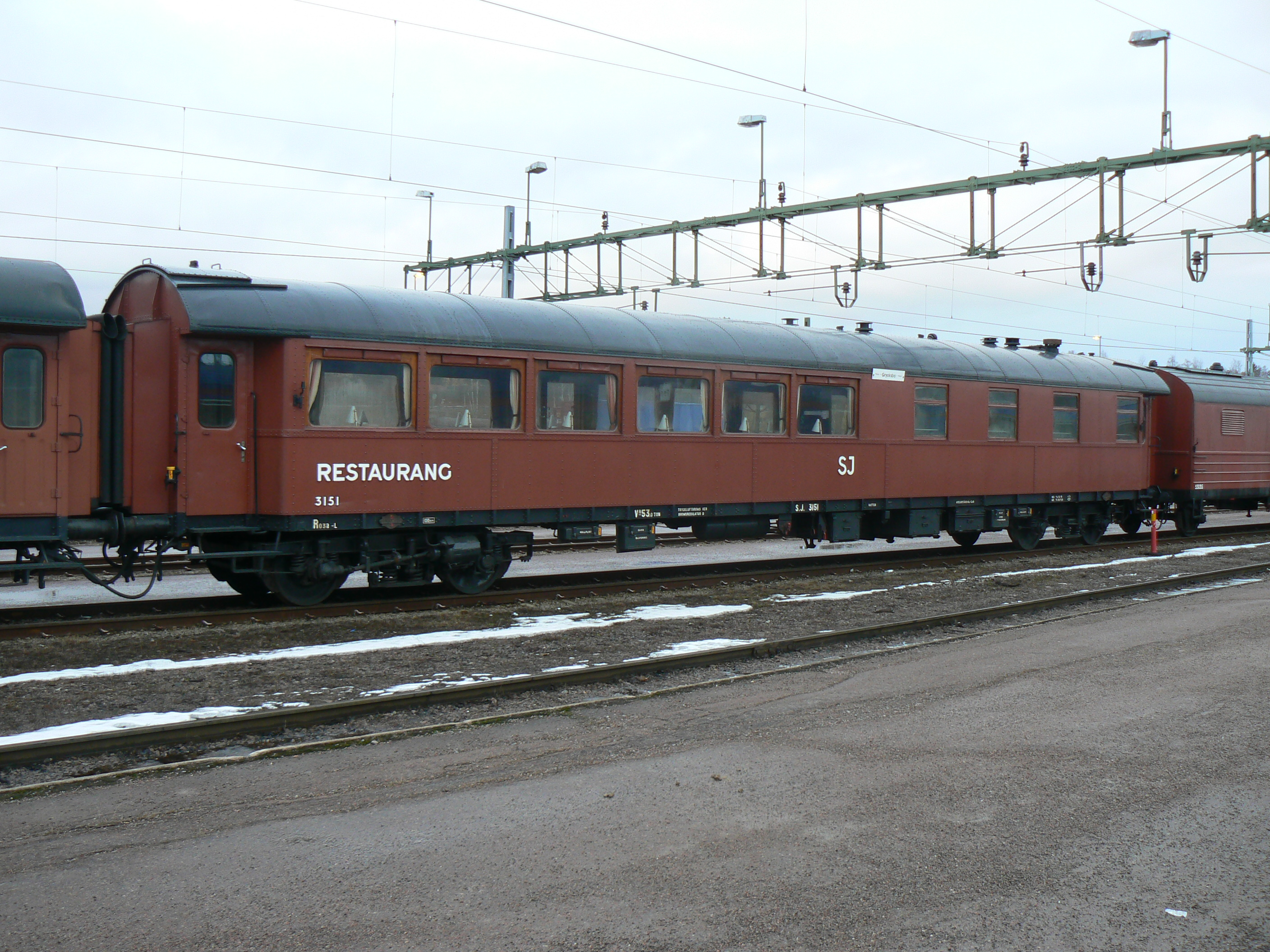
Äldre restaurangvagn från 1930-talet.

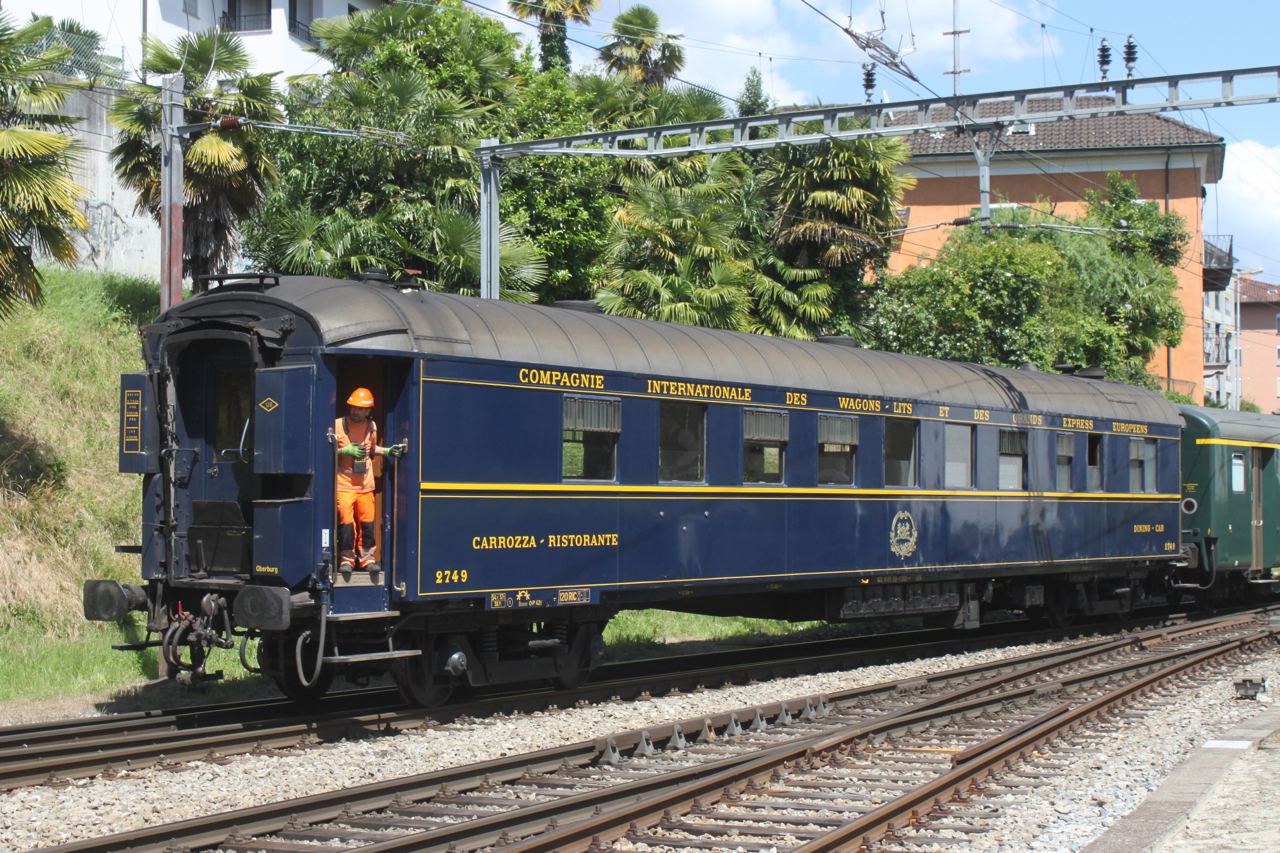
Äldre restaurangvagn från Compagnie Internationale des Wagons-Lits.

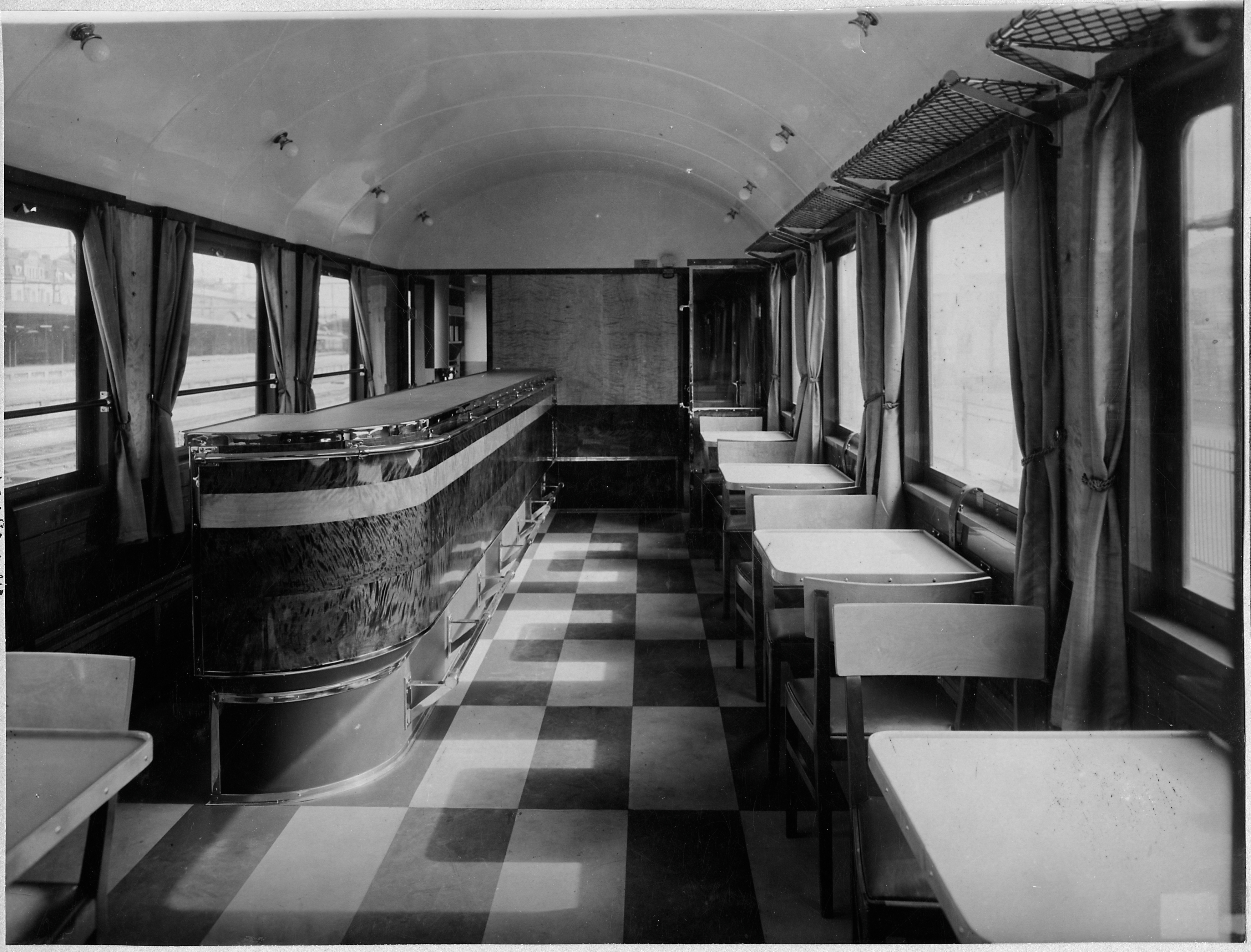
SJ Rc01 byffévagn år 1935

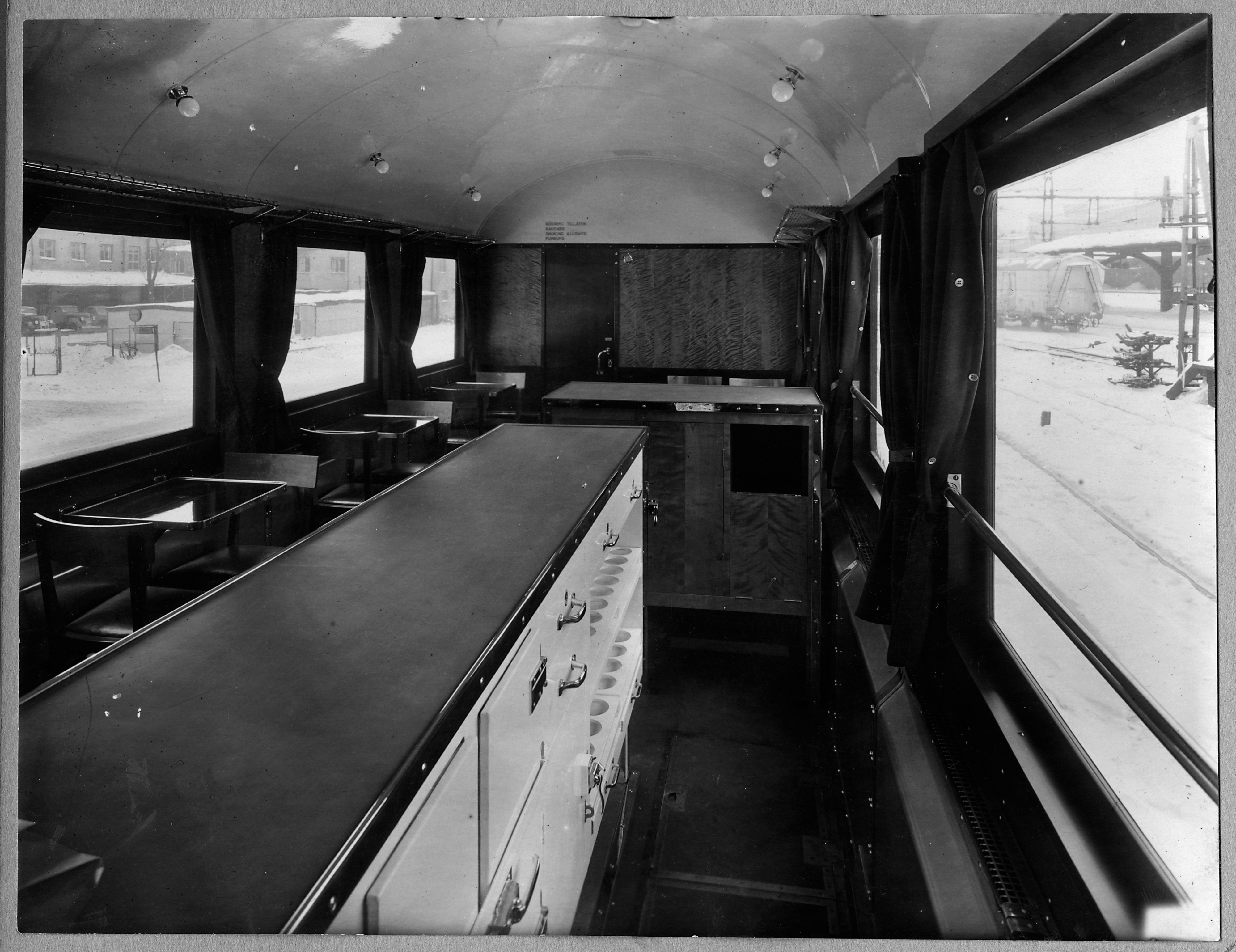
SJ Rc01 byffévagn år 1947

Restaurangvagn, eller ibland bistrovagn, är en speciell form av personvagn avsedd för servering av förtäring i vissa persontåg. Oftast är det tåg som går på längre sträckor.

## Historia
Världens första restaurangvagn togs i tjänst 1868 av Chicago & Alton Railroad i USA. Den första europeiska restaurangvagnen började användas den 1 november av Great Northern Railway på sträckan London-Leeds. Den första tyska restaurangvagnen trafikerade sedan 1 juli 1880 sträckan Weimar-Bebra. Den drevs av Compagnie Internationale des Wagons-Lits. Även de första restaurangvagnarna i Österrike-Ungern drevs av samma företag på sträckan Wien-Budapest 1885. De första restaurangvagnarna kom 1938 i Finland och drevs också av detta företag. Mitropa blev senare det gemensamma företaget i branschen för Tyskland, Österrike och Ungern.

## Sverige
De första restaurangvagnarna i Sverige började användas 1894 på Uppsala-Gävle Järnväg. I början var restaurangvagnarna exklusiva.
Restaurangvagnarna i SJ:s tåg drevs från 1939 av SJ:s dotterbolag Trafikrestauranger som även drev restauranger på större järnvägsstationer i Sverige. År 2000 såldes bolaget och SJ tog över restaurangvagnarna i egen regi.
Trafikrestauranger förbjöd rökning i restaurangvagnarna från 24 maj 1976.

### Byffévagn
Byffévagn var en sorts järnvägsvagn med självservering.
Byffévagnar (Littera RCo1, senare RB3) infördes i Sverige av Statens Järnvägar 1935. De var försedda med en lång bardisk där resenärerna skulle kunna äta stående, samt några vanliga bord med sittplatser. Eftersom bardisken inte blev uppskattad av resenärerna byggdes vagnarna om med kortare bardisk och fler sittplatser. Till slut blev de självserveringsvagnar där man hämtade maten ur en disk och betalade i kassan. Ytterligare några byffévagnar (littera B1c, senare RB1) inskaffades på 1960-talet. Deras inredning liknade de äldre vagnarna efter ombyggnaderna. Andra liknande vagnar har förekommit, men inte kallats byffévagnar.
Byffévagn finns inte kvar som begrepp, men motsvaras idag närmast av bistrovagn.

### Moderna restaurangvagnar
Före 1990-talet hade de flesta Intercity-tåg på längre sträckor restaurangvagn med lagad mat i enklare form, oftast husmanskost. Under 1990-talet upphörde i huvudsak servering av lagad mat på tågen och i stället serverades smörgåsar och kall mat. Många av de restaurangvagnarna togs ur drift, och i stället byggdes kafédelar i sittvagnar. När X 2000-tågen togs i trafik av SJ, började matservering vid sittplatserna i första klass-avdelningarna.
Under 2000-talets början försökte dock företaget Svenska Orientexpressen att återuppta försöket med lagad mat på "gammalt vis" men försattes i konkurs efter bara några år till följd av olönsamhet. SJ har dock under senare delen av 2000-talet börjat återuppta restaurangvagnarna i trafik om än endast med lättare mat och snabbmat. Idag[när?] finns restaurangvagnar på InterCity-tågen Stockholm-Göteborg/Malmö/Falun/Östersund, och på samtliga X 2000- och SJ 3000-tåg. Det finns även servering på många regionala tåg, t.ex. Öresundstågen, Kustpilen och Norrtåg. Snälltåget har en klassisk restaurangvagn.

## Finland
Det första företag som hade restaurangvagnverksamhet i Finland var belgiska Compagnie Internationale des Wagons-Lits. Det fick sin första konkurrent i finska Matkaravinto Ab år 1938. Wagons-Lits verksamhet togs över av Suomen Ravintolavaunu Ab år 1959. De två företagen fortsatte fram till slutet av 1970-talet då Statsjärnvägarna och Yhtyneet Ravintolat Ab grundade Liikenneravintolat Ab som numera heter Avecra.
Avecra är ett helägt dotterbolag till VR. Det driver restauranger på utvalda järnvägsstationer och i samtliga VR:s fjärrtåg i Finland. Alla Pendolino-tåg och Intercity-tåg på längre sträckor har en restaurangvagn.
Fram till mitten av 2010-talet fanns det olika koncept i olika tåg: till exempel italienskt tåg Pendolino hade italiensk meny i sina Prego-restauranger, nyare Intercity-tågens dubbeldäckarrestaurang hette Duettoplus och äldre expresståg hade restaurang Kultainen kulkuri. Därefter har VR haft bara ett koncept i samtliga restaurangvagnar som har samma meny och atmosfär. I standardmenyn ingår det varma rätter, smörgåsar, sallader, mellanmål samt alkoholhaltiga och alkoholfria drycker. Dessutom finns det varierande sortiment av säsongens varma rätter.
På kortare sträckor, såsom Åbo-Helsingfors och Björneborg-Tammerfors, finns det ingen restaurangvagn utan en serveringsvagn som går runt i passageraravdelningarna. I menyn ingår det smörgåsar, mellanmål samt alkoholhaltiga och alkoholfria drycker.